# (3032) Evans
(3032) Evans es un asteroide perteneciente al cinturón de asteroides, descubierto el 8 de febrero de 1984 por Edward Bowell desde la Estación Anderson Mesa (condado de Coconino, cerca de Flagstaff, Arizona, Estados Unidos).

## Designación y nombre
Designado provisionalmente como 1984 CA1. Fue nombrado Evans en honor al cura y astrónomo aficionado australiano Robert Evans, descubridor de numerosas supernovas.